# Guillaume VII de Sillé
Guillaume VII de Sillé, seigneur de Sillé. 

## Biographie
Guillaume VII de Sillé, fils de Guillaume VI de Sillé et de Béatrix de Coulans, neveu de Robert II de Sillé puisque Jeanne de Maillé est dite sa tante, devint héritier de la baronnie. Dès le mois de janvier 1363, il amortit le fief de Bernusse, à l'abbaye Saint-Vincent du Mans, et échangea une rente de vin et de froment due au prieuré de la Fontaine-Saint-Martin pour une rente de 6 livres en argent (1369). Guillaume de Sillé rendit aveu à l'évêque du Mans par son fief de Touvoie pour la terre de Montfaucon, et reconnut qu'il était tenu de porter le prélat depuis l'église de Saint-Ouen jusqu'à sa cathédrale à son intronisation, et de lui servir d'échanson à table ce jour-là.
Sa carrière fut surtout militaire. Guillaume servit sous les ordres d’Amaury IV de Craon, lieutenant du roi dans le Maine et l'Anjou. Avec onze autres chevaliers, il s'engagea avec lui à payer à Perrot d'Uziez une somme de 10 500 livres pour la rançon de plusieurs places, le 4 juin 1365, et vit son propre château pris par les Anglais avant 1368. Ses services militaires sont connus par des montres du 16 août, du 8 et du 27 septembre 1369 ; il commandait alors une compagnie d'un chevalier et de quatre écuyers, et avec Amaury de Craon poursuivait les Anglais partis de Château-Gontier, en Bretagne et à Saint-Sauveur-le-Vicomte. Il était sous les ordres de Jean de Bueil en février 1380, avec un chevalier et douze écuyers, et, dans l'armée réunie au Mans au mois de juillet 1392, commandait un chevalier et dix écuyers.
Avec un de ses frères, qu'on ne nomme pas, il engagea une partie de ses biens et partit pour la Hongrie, laissant sa femme et ses enfants. Il était sous les ordres du comte de la Marche et ne donna plus de ses nouvelles. Sa mère le déclara ainsi le 2 mars 1397. On le croit mort à Nicopolis l'année précédente.
Guillaume VII avait épousé Perronelle de Coesmes, fille de Brisegaud de Coesmes, seigneur de Bourgon, et de Marie d'Eschelles dame de Lucé. Perronelle, par testament du 15 juillet 1400, fonda son anniversaire, ceux de son mari et de Jean, son fils décédé, dans la collégiale de Sillé.
Il lui restait comme enfants :
1. Anne de Sillé  ;
2. Marie, dame de Grandchamp, qui épousa : 
  1. Jacques de Surgères, dont elle fut la troisième femme, et dont elle eut Isabeau, femme de Foucaud vicomte de Rochechouart (1411-1472), puis de Guillaume de Fontville ;
  2. Jean de Champagne-Parcé, qui la fit mère d'Anne de Champagne, dame de La Suze par son mariage avec René de Rais, morte en 1501.

Il y avait encore plusieurs autres fils ou filles, dont Olivier de Prez avait la tutelle en 1401 et 1405. Anne resta seule héritière.

## Source
- Abbé Angot, « Baronnie de Sillé », dans Bulletin de la Commission historique et archéologique de la Mayenne, 1920, n° 36, p. 135-152.